# 大卫·奥斯皮纳
大卫·奥斯皮纳·拉米雷斯（西班牙語：David Ospina Ramírez；1988年8月31日—），是一名哥伦比亚足球员，現效力於哥倫比亞足球甲級聯賽球會國民競技，國家隊方面，他代表哥倫比亞國家足球隊。司職門將。
奧斯賓拿於2005年開始他的職業生涯，為哥倫比亞球會國民體育會上陣。在贏得2次的哥倫比亞甲組足球聯賽冠軍後，他轉投法國甲組足球聯賽球會尼斯足球會。2014年，他轉會至英格蘭超級足球聯賽的阿仙奴。
在國家隊方面，奧斯賓拿自2007年起代表哥伦比亚国家足球队上陣，在對陣烏拉圭的比賽中首次為哥倫比亞上陣，成為代表哥倫比亞上陣的第2年輕門將。他亦是2014年世界盃哥倫比亞的陣容的其中一員。

## 球會生涯

### 國民體育會
2005年，奧斯賓拿於哥倫比亞超級足球聯賽球會國民體育會開始他的職業生涯，共出場97次的比賽，贏得了兩次聯賽冠軍。他亦在效力國民體育會時首次代表國家隊上陣。

### 尼斯
效力國民體育會3季後，在2008年年中，奧斯賓拿轉會至法國甲組足球聯賽的尼斯，轉會費大約為200萬歐元。據報導，簽入奧斯賓拿是為了取代轉會至里昂的雨果·洛里斯。然而，奧斯賓拿加盟最初的數月是擔任里昂內爾·利蒂茲的後備，其後才能成為一線隊的成員。尼斯的教練稱讚奧斯賓拿有成為一個好門將所有必要的條件。
在尼斯4年後，奧斯賓拿拒絕續約，並公開表示他希望離開球會。2012年的夏天，土耳其球會比錫達斯曾希望簽下他，可惜交易告吹。
經過奧斯賓拿在世界杯的出色的發揮後，歐洲不同的球會皆希望簽下他，其中包括西班牙甲組足球聯賽球會馬德里體育會。而尼斯的教練則聲稱奧斯賓拿將轉會至阿仙奴。

### 阿仙奴
2014年7月27日，阿仙奴以300萬鎊簽入奧斯賓拿，雙方簽下4年合同，奧斯賓拿將會穿上13號球衣。2014年9月23日，在英格蘭聯賽盃對陣修咸頓的比賽中，他首次代表阿仙奴上場，可惜在主場以1比2落敗。10月1日，他於歐洲聯賽冠軍盃小組賽主場對陣加拉塔沙雷的比賽中上陣，因門將犯規，被球證出示紅牌逐離場。雖然奧斯賓拿不能撲出十二碼，但無阻球隊以4比1大勝。在10月時，奧斯賓拿的大腿受傷，將休息3個月，無緣2014年剩下的所有賽事。在2015年1月11日，奧斯賓拿首次在英超亮相，並保持不失球。

## 國家隊生涯
奧斯賓拿效力於哥倫比亞國家足球隊，並且也是U20的一員。2005年世界青年足球錦標賽第一次在U20隊亮相。在只有16歲，是隊內最年輕的成員，但是他在整個比賽沒打任何比賽。2007年南美青年足球錦標賽再被徵召，打了4場比賽。
他首次為哥倫比亞國家足球隊是1-3敗於烏拉圭的替補。第一場正選比賽是2010年對玻利維亞的世界杯資格賽，成為了效力於哥倫比亞國家隊的第二最年輕門將。
奧斯賓拿被選為哥倫比亞國家足球隊主力門將，參加2014年世界杯。

## 個人生活
奧斯賓拿於2012年和哥倫比亞模特兒Jesica Sterling結婚，並在有一名兒子及一名女兒。而奧斯賓拿的妹妹為前英超艾弗頓中場哈梅斯·羅德里奎茲的妻子，但二人已於2017年離婚。

## 榮譽
國民體育會
- 哥倫比亞足球甲級聯賽冠軍：2007-I, 2007-II

 阿仙奴
- 英格蘭足總盃 冠軍﹕2015年，2017年
- 英格蘭社區盾 冠軍﹕2014年，2017年

 艾納斯
- 阿拉伯球會冠軍盃冠軍：2023